# Mikroformat

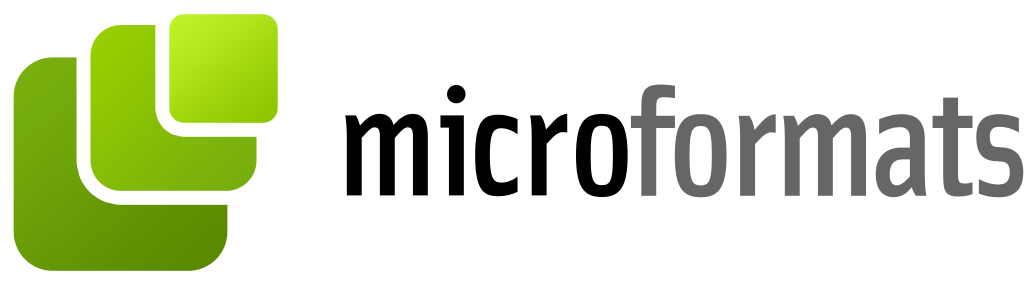
microformats-Logo

Mikroformate sind ein Markup-Format zur semantischen Annotation von HTML oder XHTML. Mittels Mikroformat-Annotation vorgenommene Feinstrukturierungen können leicht aus Webseiten extrahiert werden und machen weiteren Programmen (etwa Suchmaschinen) die Bedeutung des Seiteninhalts verständlich, ohne diesen dabei zu verändern.
Jedes Mikroformat wurde für ein spezielles Themen- oder Wissensgebiet entwickelt. So gibt es Mikroformate für Termine, für Kontaktinformationen und für soziale Beziehungen.

## Beispiele
Die bisher vorhandenen (X)HTML-Standards erlauben minimale semantische Annotationen durch folgende Attribute:
rel
(von relationship) Vorwärtsbeziehung in einem anchor-Element (<a href=... rel=...>...</a>), Beschreibung der Zieladresse
rev
(von reverse relationship) Rückwärtsbeziehung, Gegenteil der Vorwärtsbeziehung, Beschreibung des referenzierenden Dokuments. (Obsolet seit HTML5)
class
weist einem Element einen Klassennamen oder einen Satz von Klassennamen zu
Beispiel: normalerweise werden Kontaktinformationen in HTML als einfache Elemente dargestellt:
```
 
<div>

   
<div>
Max
 
Mustermann
</div>

   
<div>
Musterfirma
</div>

   
<div>
01234/56789
</div>

   
<a
 
href=
"http://example.com/"
>
http://example.com/
</a>

 
</div>

```

Der folgende Quelltext ist mit dem Mikroformat hCard ausgezeichnet und als class="vcard" eingebunden:
```
 
<div
 
class=
"vcard"
>

   
<div
 
class=
"fn"
>
Max
 
Mustermann
</div>

   
<div
 
class=
"org"
>
Musterfirma
</div>

   
<div
 
class=
"tel"
>
01234/56789
</div>

   
<a
 
class=
"url"
 
href=
"http://example.com/"
>
http://example.com/
</a>

 
</div>

```

Hier werden spezifische class-Attribute verwendet für den Namen (fn), die Organisation (org), die Telefonnummer (tel) sowie die Internetadresse (url).
So ist es einer Software, z. B. Browser-Plug-ins oder Suchmaschinen, möglich, die Information auszulesen und sie an andere Anwendungen wie Adressbücher oder Routenplaner zu übergeben.
In dem Beispieltext „Der Treffpunkt befindet sich bei 24.31, -14.09“ ist aus dem Kontext verständlich, dass es sich um ein Paar Koordinaten handelt. Indem diese Daten mit HTML-Klassennamen ausgezeichnet werden, sind Softwareagenten in der Lage, die Werte zu erkennen und weiterzuverarbeiten, um sie etwa an ein GPS-Gerät zu exportieren oder die Koordinaten auf einer Karte darzustellen. 
In diesem Beispiel werden die Klassennamen h-geo, p-latitude und p-longitude des Mikroformats Geo verwendet.
```
 
Der
 
Treffpunkt
 
befindet
 
sich
 
bei:
 

   
<span
 
class=
"h-geo geo"
>

     
<span
 
class=
"p-latitude latitude"
>
24.31
</span>
,

     
<span
 
class=
"p-longitude longitude"
>
-14.09
</span>

   
</span>

```

Beachte: Die Klassennamen geo, latitude, und longitude sind für die Rückwärtskompatibilität mitaufgeführt.

## Einteilung
Mikroformate lassen sich in zwei Gruppen einteilen: elementare und zusammengesetzte Formate. Zu den elementaren Mikroformaten zählen etwa rel-license, rel-nofollow (kennzeichnet einen Link, der nicht zur Berechnung der Linkpopularität der verlinkten Seite benutzt werden soll), rel-tag, XFN und XOXO. Zusammengesetzte Mikroformate bauen auf den elementaren auf und können komplexere und umfangreichere Aufgaben lösen. Zu den zusammengesetzten Mikroformaten gehören u. a. geo, hCalendar (für die Auszeichnung von Kalender- und Veranstaltungsdaten), hCard (zeichnet Kontaktinformationen aus, in HTML-Code als vcard bezeichnet) und xFolk.

## Verbreitung
Mikroformaten entstanden um 2005 in der Bemühung, relevante Daten sowohl maschinenlesbar als auch direkt für Benutzer lesbar aufzubereiten. Zur Verbreitung wurde von Dan Cederholm zusammen mit Tantek Çelik am 20. Juni 2005 das Projekt microformats.org gegründet. Den Anstoß gab das Unternehmen Technorati, das sich mit der Technik von Suchmaschinen befasst und auch die Suchmaschine kitchen.technorati.com für microformats betreibt.
Für verschiedene Browser wie Firefox, Chrome, Internet Explorer und Safari existieren Browser-Plug-ins, die einzelne Mikroformate auswerten können.
Ein verbreitetes Mikroformat ist nofollow. Mittlerweile existieren zahlreiche Tools, die Autoren bei der Auszeichnung mit Mikroformaten unterstützen.

## Alternativen
RDFa ist ein ähnlicher Ansatz, bei dem RDF (das aus dem semantischen Web bekannte Resource Description Framework zur Annotation beliebiger Ressourcen) in (X)HTML eingebettet wird. Dazu wurde jedoch die (X)HTML-Syntax geringfügig erweitert. RDFa ist etwas schwieriger zu schreiben als Mikroformate, dafür aber ausdrucksstärker, da man nicht auf bestimmte Themengebiete beschränkt ist, sondern mittels geeigneter Ontologien Dinge aus allen Gebieten beschreiben kann.
Microdata ist eine von WHATWG entwickelte Alternative zum Mikroformat. Microdata stellt keine Semantik zur Verfügung, d. h. Webentwickler können ein eigenes Vokabular benutzen. Die Verwendung eines etablierten Vokabulars wird jedoch befürwortet, da dies die Wiederverwendung von Inhalten vereinfacht.